# Grand Gosier
Grand Gosier är en kommun i Haiti.   Den ligger i departementet Sud-Est, i den sydöstra delen av landet, 50 km sydost om huvudstaden Port-au-Prince.